# Josip Tirić
Josip Tirić (Travnik, 20. siječnja 1982.) je hrvatski akademski slikar porijeklom iz Uskoplja u Bosni i Hercegovini.
Završio je Školu za primijenjenu umjetnost i dizajn u Zagrebu. Godine 2007. je diplomirao na Akademiji likovnih umjetnosti (ALU) u Zagrebu u klasi profesora Zlatka Kesera. Dobitnik je nagrade Akademije likovnih umjetnosti u Zagrebu za najuspješnijeg diplomanta u akademskoj 2006./07. godini. Imao je nekoliko skupnih i samostalnih izložbi, uglavnom u Zagrebu. Spada u red mlađih hrvatskih slikara.
Živi i radi u Zagrebu.

## Vanjske poveznice
- Narodno sveučilište Dubrava - Josip Tirić  Arhivirana inačica izvorne stranice od 24. listopada 2008. (Wayback Machine)